# Vieux-Mareuil
Vieux-Mareuil era una comuna francesa situada en el departamento de Dordoña, de la región de Nueva Aquitania, que el 1 de enero de 2017 pasó a ser una comuna delegada de la comuna nueva de Mareuil-en-Périgord al fusionarse con las comunas de Beaussac, Champeaux-et-la-Chapelle-Pommier, Léguillac-de-Cercles, Les Graulges, Mareuil, Monsec, Puyrenier y Saint-Sulpice-de-Mareuil.

## Demografía
| Gráfica de evolución demográfica de Vieux-Mareuil entre 1800 y 2014 |
|                                                                     |

Los datos demográficos contemplados en este gráfico de la comuna de Vieux-Mareuil se han cogido de 1800 a 1999 de la página francesa EHESS/Cassini, y los demás datos de la página del INSEE.